# Gewijde van Vlaanderen
Gewijde van Vlaanderen (ca. 1300 - na 1333, waarschijnlijk 1346) was een lid van de familie van de graven van Vlaanderen.

## Levensloop
Gewijde van Vlaanderen (niet te verwarren met Gewijde van Dampierre, graaf van Vlaanderen) was een bastaardzoon van Lodewijk I van Nevers (ca. 1380-1322) en van Alix van Nevele. Zij was de echtgenote van Willem van Vlaanderen, heer van Dendermonde. Gewijde was de broer van graaf Lodewijk II van Nevers (ca. 1304-1346) en verdedigde trouwens diens belangen.
Hij trouwde met Maria van Zottegem, de zus van de burggraaf van Gent, Hugo van Zottegem. Ze hadden een dochter Alix van Vlaanderen, die trouwde met Jan van Luxemburg, burggraaf van Rijsel. Gewijde hertrouwde met Beatrix van Putte.
In opvolging van zijn stiefvader Willem van Vlaanderen, werd hij heer van Richebourg. In 1322-1323 was hij korte tijd ruwaard van Vlaanderen. Hij bezat een eigendom in Erkegem. Hij verkreeg het domein Beaupré in Brugge, dat geconfisqueerd was op Gerard De Moor.
Gewijde was aanwezig bij de Blijde Intrede van Lodewijk van Nevers in 1322. Na korte tijd en tot in 1328 trad hij in conflict met de graaf, maar minstens vanaf 1328 was de vrede tussen de broers hersteld. Gewijde was voortaan bij belangrijke politieke gebeurtenissen aanwezig. Wanneer in 1329 een nieuwe keure werd afgeleverd aan de stad Brugge, was hij erbij. In 1330 was hij aanwezig in Male bij de geboorte van zijn neef Lodewijk van Male en was een van zijn dooppeters. In 1334 nam hij deel aan de gevechten tegen het hertogdom Brabant. Wel verdween hij tussen 1334 en 1337 om onbekende redenen uit de omloop en nam slechts uitzonderlijk aan de bijeenkomsten van de raad deel.
In 1337 stond hij aan het hoofd van de Vlaams milities in Cadzand en werd door Engelse troepen gevangengenomen. Hij bleef gedurende drie jaar in een Engelse gevangenis en werd door koning Edward III vrijgelaten, naar aanleiding van het bondgenootschap bewerkstelligd door Jacob van Artevelde in 1339. Hij koos de zijde van de Engelse koning, die in 1340 in Gent werd uitgeroepen tot koning van Frankrijk, en bracht hem leenhulde. In datzelfde jaar voerde hij een deel van de Gentse militie aan tegen de Franse troepen. Ondertussen was zijn broer, graaf Lodewijk, naar Frankrijk gevlucht en keerde niet meer naar Vlaanderen terug, om in 1346 in dienst van de Franse koning te sneuvelen tijdens de slag bij Crecy.